# Tomas von Rettig
Tomas von Rettig, född 1980 i Esbo i Finland, är en finländsk företagsledare.
Tomas von Rettig är son till Cyril von Rettig, brorson till Tom von Rettig, sonson till Gilbert von Rettig och sonsonson till Hans von Rettig samt kusin till Hans von Rettig (född 1960). 
von Rettig utbildade sig till ekonom och finansanalytiker vid Svenska Handelshögskolan i Helsingfors.
Han var vd för det familjeägda investeringsföretaget Rettig Group Oy AB 2016–2017 och därefter från mars 2019 styrelseordförande. Han har tidigare arbetat med finansförvaltning inom Rettig Group sedan 2008.
Han är gift och har två barn.